# 精明人和愚拙人盖房子的比喻
精明人和愚拙人盖房子的比喻是耶穌講的一個比喻，記載在《新約聖經》《馬太福音》第7章第24至27節，和《路加福音》第6章第47-49節。

## 聖經譯文
|                             | 所以，凡聽見我這話就去行的，好比一個聰明人，把房子蓋在磐石上；雨淋，水沖，風吹，撞著那房子，房子總不倒塌，因為根基立在磐石上。凡聽見我這話不去行的，好比一個無知的人，把房子蓋在沙土上；雨淋，水沖，風吹，撞著那房子，房子就倒塌了，並且倒塌得很大。 |
| ——《馬太福音》7章第24至27節 | |

|                            | 凡到我這裡來，聽見我的話就去行的，我要告訴你們他像什麼人：他像一個人蓋房子，深深的挖地，把根基安在磐石上；到發大水的時候，水沖那房子，房子總不能搖動，因為根基立在磐石上（有古卷：因為蓋造得好）。惟有聽見不去行的，就像一個人在土地上蓋房子，沒有根基；水一沖，隨即倒塌了，並且那房子壞的很大。 |
| ——《路加福音》6章第47-49節 | |

## 解釋
在磐石和沙土地這兩種不同的地基，盖房子人可能都是用同樣的時間、氣力，用相同品質、可靠的建築材料，起出來的房子看來一樣“好”。但是遇到大雨衝擊、洪水浸泡、狂風吹襲的時候，在沙土地上盖的房子便會倒塌，在磐石上盖的房子卻仍然稳固，不會搖動。
「精明人」就是聽道並遵行的人；把上帝的話語放在首位，一心渴慕並盡力遵行，依靠上帝的話語面對患難、經歷苦難，勝過試探。而“愚拙人”是聽道但不去實行的人，把自己的想法和需要作為首要的考慮，把上帝的話語只作為輔助的建議、在人生當中錦上添花；當他遇到跟上帝的話語不一致的情况，他會順從個人的私欲，放棄上帝的話語，在患難、試探面前沒有一顆堅定信靠的心，因此往往會遭受挫折。
耶穌運用這個比喻，來告訴一個道理：就像房屋的根基一定要立于堅固的磐石上一樣，信仰也一定要建立于上帝真理的話語之上。